# Emily Anne Beaufort
Emily Anne Beaufort (1826-24 mars 1887) est une illustratrice, écrivaine et infirmière britannique.
Il y a des rues qui portent son nom et des expositions permanentes du musée à son sujet en Bulgarie. Elle a créé des hôpitaux et des moulins pour aider les Bulgares après l'Insurrection bulgare d'avril 1876 qui a précédé le rétablissement de la Bulgarie. Elle reçoit la médaille de la Croix rouge royale de la reine Victoria pour avoir établi un autre hôpital au Caire.

## Biographie
Emily Anne Beaufort est née à Marylebone et baptisée en avril 1826. Ses parents sont l'amiral Sir Francis Beaufort et sa femme Alice. Son père a donné son nom à l'échelle de Beaufort.
En 1858, elle part en voyage avec sa sœur aînée en Égypte . Le livre qu'elle écrit, Sépulcres égyptiens et Sanctuaires syriens  est dédié à sa sœur, et décrit les endroits qu'elle a visités en Syrie, au Liban, en Asie Mineure et en Égypte avec de belles illustrations basées sur ses croquis de son voyage. Le volume est si populaire qu'il est réédité plusieurs fois .

Panorama lithographie couleur de Palmyre, Syrie par Nicholas Hanhart d'après Emily Anne Beaufort Smythe, 1862.

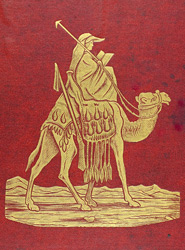
Sépulcres égyptiens et sanctuaires syriens par Beaufort

Emily Anne Beaufort reçoit une critique de son livre de 1861, Sepulchres égyptiennes et sanctuaires syriens, de Percy Smythe (8e vicomte Strangford) . Exceptionnellement, cela les a amenés à se rencontrer et à se marier .
En 1859 et 1860, elle voyage à Smyrne, Rhodes, Mersin, Tripoli, Beyrouth, Baalbek, Athènes, Attique, les montagnes du Pentelique, Constantinople et Belgrade. Pendant tout le voyage, elle tient un journal qui enregistre tout ce qu'elle vit .
Lorsque Strangford publie son deuxième livre Eastern Shores of the Adriatic en 1864  un chapitre final anonyme, intitulé "Chaos", est attribué à son mari, Percy Smythe (8e vicomte Strangford). Ce travail est considéré comme important dans sa carrière d'écrivain. Son mari est deux fois président de la Royal Asiatic Society dans les années 1860. Il est décédé en 1869 et comme ils n'ont pas d'enfants, ses titres ont disparu.

## Veuve et infirmière
Après la mort de son mari, Strangford s'est portée volontaire pour servir d'infirmière au (probablement) University College Hospital de Londres. En 1874, ses études l'ont amenée à préconiser un changement dans la formation des infirmières. Elle publie Hospital Training for Ladies: an Appeal to the Hospital Boards in England. Elle plaide pour que les infirmières soient autorisées à se former et à travailler à temps partiel. Elle pense que la formation d'infirmière bénéficierait à de nombreuses femmes dans leur rôle au sein d'une famille. Cette idée n'a pas reçu de soutien officiel, car l'objectif principal à l'époque est de faire des soins infirmiers une profession et non une activité à temps partiel pour les amateurs .

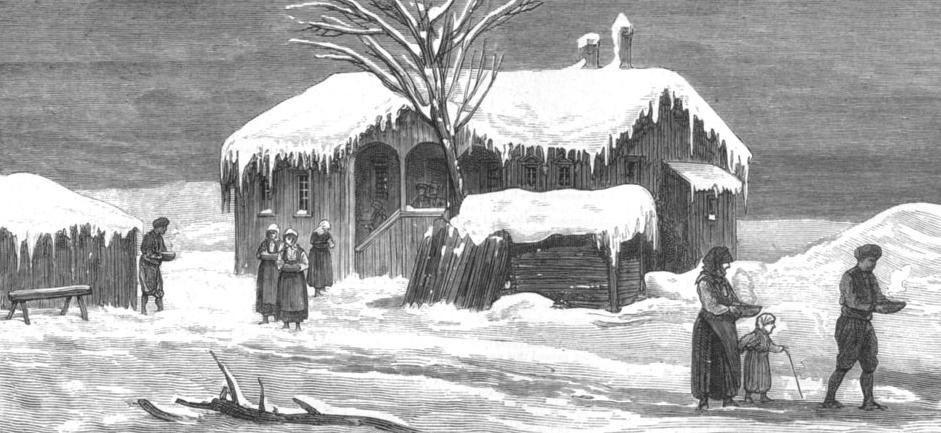
L'un des hôpitaux qu'elle a aidé à créer à Batak où un massacre avait eu lieu en mai 1876

Les crimes de guerre qui ont eu lieu en Bulgarie en 1876 ont attiré son attention . Les chrétiens avaient subi des massacres par les Ottomans et Strangford a d'abord rejoint un comité, puis elle a créé le sien . Des milliers de livres ont été collectées par le Bulgarian Peasants Relief Fund et elle est allée en Bulgarie en 1876 avec Robert Jasper More, huit médecins et huit infirmières. Elle et More ont écrit des lettres au Times pour signaler et recueillir plus de fonds. Strangford pensait que les Bulgares et non les Serbes seraient importants alors que l'Empire ottoman se rétrécissait. Ce sont des vues qu'elle a partagées avec son mari. Strangford a trouvé que les Bulgares avaient juste besoin des outils pour leur propre amélioration et elle a été impressionnée que leur première priorité soit une école . Elle construit un hôpital à Batak et finalement d'autres hôpitaux sont construits à Radilovo, Panagiurishte, Perouchtitsa, Petrich et à Karlovo ,. Elle accorde également des subventions à un moulin à farine et à plusieurs scieries .
En 1883, la reine Victoria lui décerne la Croix rouge royale pour la création, avec le Dr Herbert Sieveking, de l'hôpital Victoria, au Caire . L'hôpital continue de fonctionner grâce à une subvention de 2 000 £ par an du gouvernement égyptien qui a accueilli des étudiants locaux pour une formation et offert un hébergement de première classe sur une base privée .
Strangford édite une sélection des écrits du vicomte Strangford sur des sujets politiques, géographiques et sociaux qu'elle publie en 1869  et des lettres et documents originaux sur la philologie et des sujets apparentés en 1878 . Elle publie également le roman de son beau-frère George Smythe (7e vicomte Strangford) Angela Pisani après sa mort et elle aide à fonder la Women's Emigration Society avec Caroline Blanchard, qui s'est arrangée pour que les femmes britanniques trouvent un emploi à l'étranger .
Strangford est décédé à bord du SS Lusitania d'un accident vasculaire cérébral en 1887. Elle voyageait à travers la Méditerranée en route pour Port-Saïd où elle devait créer un hôpital pour les marins. Son corps est ramené à Londres et enterré au Cimetière de Kensal Green .

## Héritage

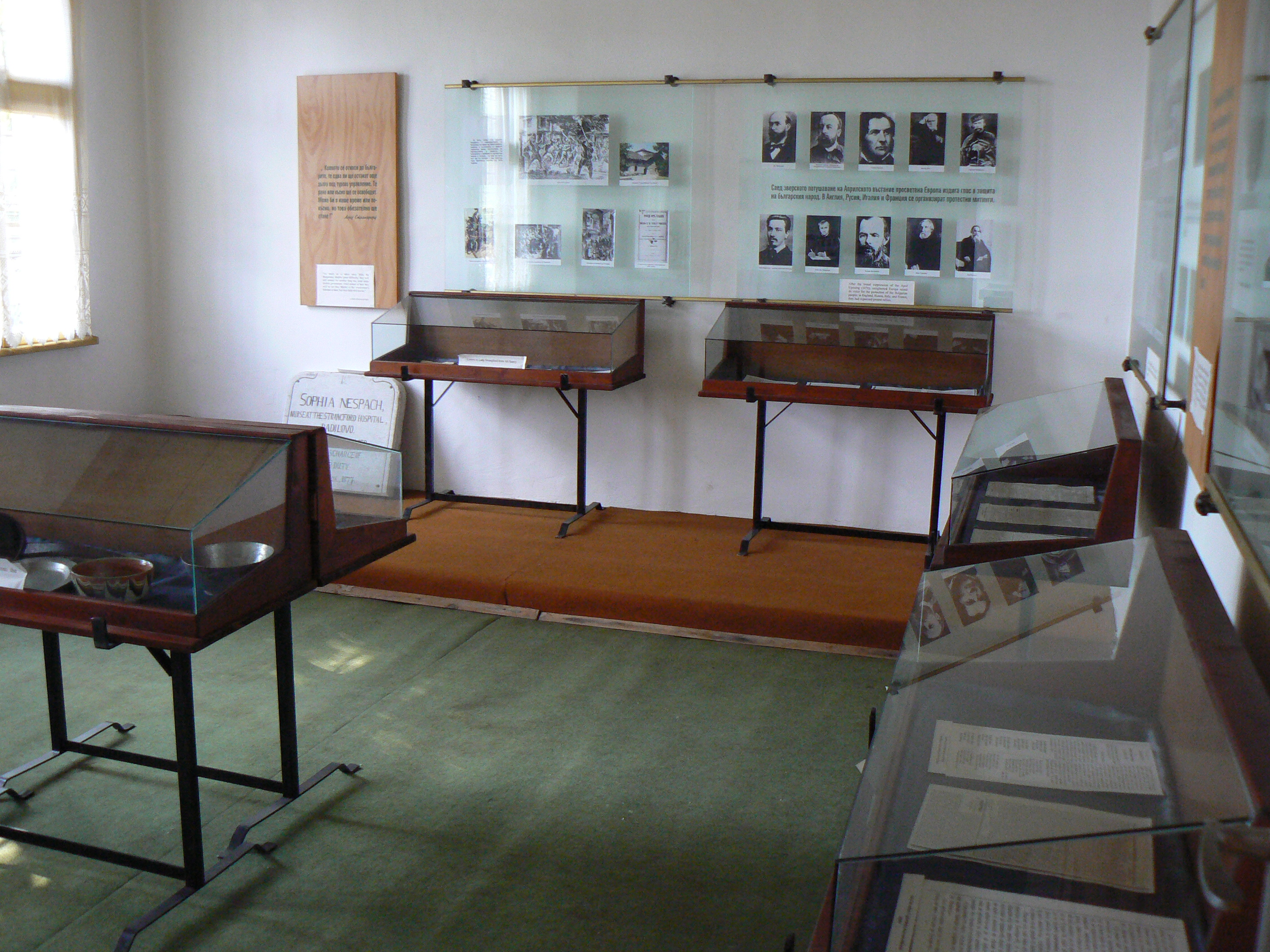
Une exposition sur Strangford dans un musée de Radilovo

On se souvient le plus de Strangford en Bulgarie où un certain nombre de monuments et de rues sont nommés en son honneur; Le musée historique régional de Plovdiv présente une exposition permanente sur Lady Strangford .
Le musée d'histoire naturelle de Sofia abrite un herbier créé par Strangford .